# الجامع الكبير النوري
الجامع الكبير النوري أو الجامع الكبير أو جامع النوري الكبير هو من مساجد العراق التاريخية ويقع في الساحل الأيمن (الغربي) للموصل. وتسمى المنطقة المحيطة بالجامع محلة الجامع الكبير.
بناه نور الدين زنكي في القرن السادس الهجري أي أن عمره يناهز التسعة قرون، يُعتبر الجامع ثاني جامع يُبنى في الموصل بعد الجامع الأموي، أعيد إعماره عدة مرات كانت آخرها عام 1363هـ/1944م.
يشتهر الجامع بمنارتهِ المحدَّبة نحو الشرق، وهي الجزء الوحيد المتبقي في مكانه من البناء الأصلي. عادة ما تقرن كلمة الحدباء مع الموصل وتعد المنارة أحد أبرز الآثار التاريخية في المدينة. تتهدد المئذنة بسبب إهمالها بالانهيار، وكانت هناك عدة محاولات لإصلاحها من قبل وزارة السياحة والآثار العراقية، إلا أن هذه المحاولات لم تكن بالمستوى المطلوب. بعد معركة الموصل 2014 خطب فيه زعيم تنظيم الدولة الإسلامية أبو بكر البغدادي في تموز/يوليو 2014؛ حيث كان أول ظهور له. تعرض محيط المسجد للقصف عدة مرات في معركة الموصل (2016–17)، ودُمّر مسجد النوري ومنارته الحدباء في 21 حزيران/يونيو 2017. حيث اتهم تنظيم الدولة الإسلامية عبر وكالة أعماق الإخبارية طيران التحالف الدولي بقصف وتدمير المسجد والمنارة، بينما نفى التحالف ذلك. ولكن الحكومة العراقية اتهمت التنظيم بتفجيره، في محاولة لإبعاد التهمة عنها وبثت مقطع فيديو تقول أنه يثبت ذلك.
وقد وُضِع حجر الأساس لأعادة بناء جامع النوري في الموصل يوم 16 كانون الأول/ديسمبر 2018 وبمساعدة اليونسكو وتمويل من دولة الامارات العربية المتحدة حيث تكفلت ببنائه متبرعة بمبلغ 50 مليون دولار أمريكي، وستستمر مدة بناءه خمس سنوات.[بحاجة لمصدر]

## تاريخ الجامع

### بناء الجامع

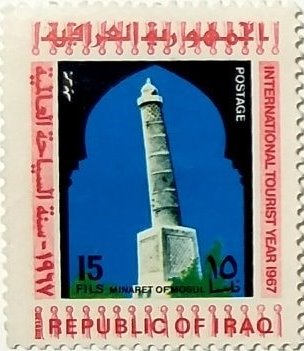
طابع بريدي عراقي فئة 15 فلسا صدر عام 1967 ضمن مجموعة سنة السياحة العالمية ويظهر فيه المنارة الحدباء في الموصل

يعود تاريخ هذا الجامع إلى العهد الزنكي، وتحديداً إلى فترة تولي سيف الدين غازي الثاني بن مودود زمام الحكم في الموصل. فقد حكم البلدة لفترة وجيزة من 565 إلى 576 هـ (1170-1180م). وقد كان سيف الدين ضعيف الإرادة، مغلوباً على أمره، وقيل أن وزيره فخر الدين عبد المسيح كانت بيده السلطة الحقيقية ولم يكن لسيف الدين سوى الاسم. ضاق هذا الأمر على بردابكي نور الدين (وهو ابن أخ سيف الدين الثاني) فتوجه إلى الموصل واحتلها بلا مقاومة 566 هـ.
مكث نور الدين في الموصل أربعة وعشرين يوماً، وخلال هذه الفترة قام بإصلاحات منها تخفيف الضرائب، رأى نور الدين في هذه الفترة ما يُعانيه المصلون من ضيق الجامع، فلم يكن بها جامع يُجمع به سوى الجامع الأموي، ولكن سكان البلدة ازدادوا ورأى بذلك حاجتها إلى جامع جديد.

وقد جاء في وفيات الأعيان لابن خلكان: 
لم يُبالي نور الدين بما قاله أهل البلدة، ولذا اتخذ قراره بأن يَبني بها جامعاً كبيراً، وأيده بهذا شيخه معين الدولة عمر بن محمد الملاء وأشار عليه بشراء الخربة وبناء جامعٍ فيها، فركب نور الدين بنفسه إلى محل الخربة، وصعد منارة مسجد أبي حاضر فأشرف منها على الخربة، وأضاف إليها ما يجاورها من الدور والحوانيت على أن يدفع تعويضات لأصحابها.
ووكل نور الدين شيخه معين الدولة عمر بن محمد الملاء بأمر بناء الجامع. شكك بعض أتباع نور الدين في مدى أهلية الشيخ لتولي زمام إدارة البناء، فقالو له «إن هذا الرجل لا يصلح لمثل هذا العمل» فرد عليهم نور الدين «إذا وليت العمل بعض أصحابي من الأجناد أو الكتاب، أعلم أنه يظلم في بعض الأوقات، ولا يُبنى الجامع بظلم رجل مسلم، وإذا وليت هذا الشيخ، غلب على ظني أنه لا يظلم، فإذا ظلم كان الإثم عليه لا علي».
باشر الشيخ عمر ببناء الجامع سنة 566 هـ فابتاع الخربة من أصحابها، بعد أن اشتراها بأوفر الأثمان، وكان يملأ تنانير الجص بنفسه، وبقي يشتغل في عمارة الجامع ثلاث سنوات، إلى أن انتهى منه سنة 568 هـ.
بعد أن فرغ من عمارة الجامع، رأى من المستحسن أن يبني به مدرسة، وعرفت فيما بعد بمدرسة الجامع النوري. يقول ابن كثير في البداية والنهاية أن أول مدرس في المدرسة كان أبي بكر البرقاني تلميذ محمد بن يحيى تلميذ الغزالي. في حين تذكر مصادر أخرى أنه عماد الدين أبو بكر التوقاني الشافعي وأنه تباحث مع ابن شداد.
وكان نور الدين قد رجع إلى الموصل سنة 568 هـ وصلى في جامعه، بعد أن فرشه بالبسط والحصران، وعين له مؤذنين وخدمًا وقومة ورتب له ما يلزمه.
كان للجامع عدة أوقاف منها «العقر الحميدية» و«قيسارية الجامع النوري» و«أرض خبرات الجمس».
تكلفة بناء الجامع غير معروفة ولكن تتراوح التقديرات بين وستين ألف دينار وثلاثمئة ألف دينار. ويذكر أن في زيارة نور الدين الثانية (568 هـ) للموصل كان جالسا على دجلة وجاءه إليه شيخه معين الدولة وقدم إليه دفاتر الخرج وقال له: «يا مولانا، أشتهي أن تنظر فيها» فقال له نور الدين: «ياشيخ، عملنا هذا لله، فدع الحساب ليوم الحساب» وأخذ الدفاتر ورماها في دجلة.

### العصور الوسطى إلى العصر الحديث

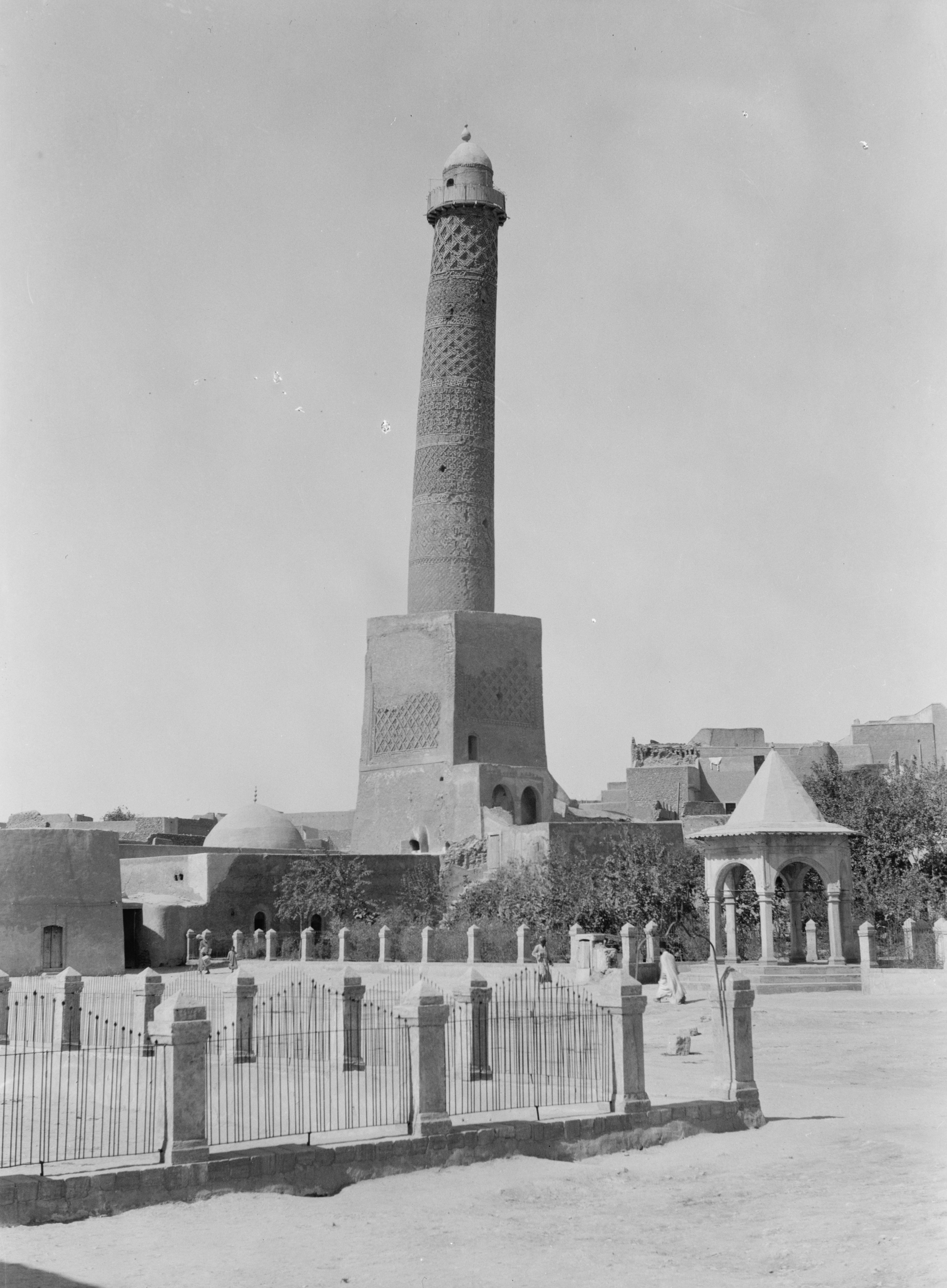
منارة الحدباء.

وبعد الاحتلال المغولى للموصل لاقى هذا الجامع كغيره الكثير من الإهمال والتخريب، ودُمرت الموصل تدميرا شبه كاملا. سنة 1146 هـ تولى حسين باشا الجليلي ولاية الموصل، وفي عام 1150 هـ انتشر في المدينة طاعون شديد مات فيه الكثير من أهلها وفي نفس السنة أعيد إعمار وتنظيف الجامع.
في القرن الثالث عشر الهجري حاول محمد بن الملا جرجيس القادري النوري ترميم الجامع. اتخذ له في الجامع تكية عام 1281 هـ وتوفي عام 1305 هـ.
قام المشتشرق الألماني ارنست هرتسفلد بدراسة عن الجامع في أوائل القرن العشرين وقال أن ما بقي في تلك الفترة من الجامع لا يعود كله إلى فترة نور الدين فقط، بل إنه كان بالأصل مبني فوق مسجد بناه سيف الدين غازي الأول عام 543 هـ والتي كانت بدورها أصلا مبنية على ضريح، وهناك من قال أن بناء الجامع بدا قبل مجيء نور الدين إلى الموصل بعشرين سنة وأنه لم يامر بإنشاء الجامع ولكنه أشرف فقط على إتمام بنائه، وأن رواية ابن الأثير مفبركة بهدف إظهار نور الدين وشيخه الملاء بأحسن وجه. ويقال أيضا أن الجامع بنى على كنيسة تسمى كنيسة الأربعين شهيد والتي بنيت على أرض كانت سابقا كنيسة القديس بولس. شكك الديوه جي في هذه الآراء معتمدا بالأساس على نصوص ابن الأثير في هذا الموضوع، والذي كان والده مسؤول رفيع المستوى لدى الزنكيون في الموصل.
مع مرور الزمن تدهورت حالة الجامع، فقد قال تحسين علي في مذكراته أنه لمّا صار متصرف للموصل عام 1358 هـ (1939 م) كان الجامع «مهدمًا ومهجورًا لا يصلح لإقامة الصلاة» وأنه في نفس العام زار الموصل مدير الأوقاف العام وذكر له حال الجامع وما يحتاجه من صيانة، وطلب منه تخصيص مبلغ لهذا الغرض فوافق وشكلت لجنة للعمل على الموضوع. ولكن المدير استُبدل بعدها بفترة وخلفه سحب هذه المنحة وبقي الجامع على حاله. تدخلت بعدها مديرية الأوقاف العامة ووعدت بمبلغ من المال. اشرف مصطفى الصابونجي على البناء حيث تم توسيعه واستخدم في البناء الجديد الرخام وبنى فيه أربع منائر أخرى على حسابه الشخصي، وكان هذا عام عام 1363 هـ (1944 م).

### الفترة المعاصرة
بعد سيطرة تنظيم «داعش» على الموصل، ظهر زعيم التنظيم الملقب أبو بكر البغدادي وخطب الجمعة في الجامع يوم 6 رمضان 1435 هـ/ 4 تموز 2014 م. وقيل أن داعش - التي كانت قد نسفت جامع النبي يونس في أواخر رمضان 1435 هـ - أرادت تفجير ضريح في الجامع، لكن بعض أهالي الموصل تصدوا لهم ومنعوا المسلحين من القيام بذلك.

#### تهديم وتفجير الجامع ومنارته
تعرض المسجد للقصف عدة مرات في معركة الموصل (2016–17)، مما هدد بانهيار المنارة، وفي يوم 25 رمضان 1438 هـ 21 حزيران/يونيو 2017 م دُمر مسجد النوري ومنارته الحدباء، حيث اتهم تنظيم الدولة الإسلامية عبر وكالة أعماق الإخبارية طيران التحالف الدولي بتدمير المسجد والمنارة، بينما نفى التحالف ذلك. ولكن الحكومة العراقية اتهمت التنظيم بتفجيره، وبثت مقطع فيديو تقول أنه يثبت ذلك، وذهب العبادي إلى حد أبعد قائلا على موقعه الإلكتروني إن ”تفجير داعش لمنارة الحدباء وجامع النوري هو إعلان رسمي لهزيمة التنظيم“.

### من أقوال الرحالة

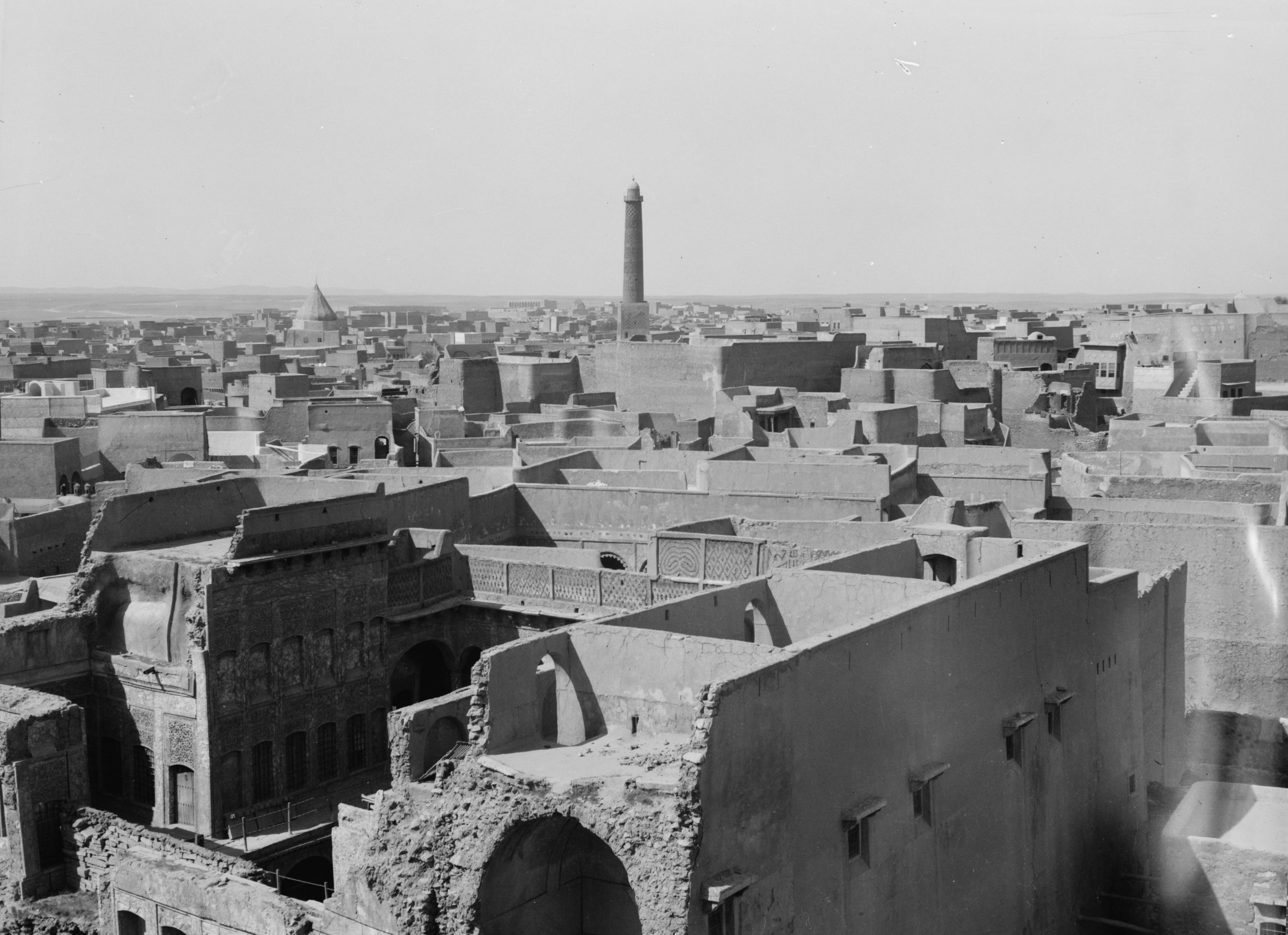
محلة الجامع الكبير عام 1932م.

كتب الرحالة الذين وصلوا الموصل عن الجامع، فقد قال ياقوت الحموي في معجمه في باب ذكر الموصل: «وسورها يشتمل على جامعين، تقام فيهما الجمعة، أحدهما بناه نور الدين محمود وهو في وسط السوق، وهو طريق للذاهب والجائي، مليح كبير». ذكره أبو شامة المقدسي قائلا: «إليه النهاية في الحسن والإتقان».
وذكره أيضا ابن جبير في رحلته، حيث قال «وللمدينة جامعان: أحدهما جديد، والآخر من عهد بني أمية...ويجمع في هذين الجامعين القديم والحديث، ويجمع أيضاً في جامع الربض». ويقصد بالجديد الجامع النوري حيث قضى في الموصل أربعة أيام من 22 إلى 26 صفر 580 هـ (4-8 يونيو/حزيران 1184 م). وفي رحلته قال ابن بطوطة «وبداخل المدينة جامعان أحدهما قديم والآخر حديث وفي صحن الحديث منهما قبة في داخلها خصة رخام مثمنة مرتفعة على سارية رخام يخرج منها الماء بقوة وانزعاج فيرتفع مقدار القامة ثم ينعكس فيكون له مرأى حسن.» وقد يقصد بالحديث الجامع النوري.
وذكرها أيضا الرحالة الأجانب ومنهم جيمس سلك بكنغهام والذي زار المنطقة في بداية القرن التاسع عشر، وقال أن الجامع «كان سابقًا كبيرًا وجميلا، لكنها الآن مدمرة بالكامل».

### إعادة بناء الجامع
لا يوجد دليل ماديّ ملموس يشير إلى الجهة التي قامت بتفجير مئذنة الحدباء في جامعِ النوري سوى مادّةٍ فديويّة نُشرت على وسائل التواصل الاجتماعي والتي إن صحّت فإنّ نوع التدمير للهدف وطبيعة الانفجار يشير إلى أنّ التدمير حدث نتيجة قصفٍ جويّ أمريكيّ أو حكوميّ، ويظهر فيدو آخر للفريق (عبد الوهاب الساعدي) القياديُ في جهازِ مكافحة الإرهاب وهو يعطي الأوامر بتفجير المئذنة الحدباء؛ وأنّه لا يهتم لقُدسيتِها، وقيام عناصر من الميليشيات والجنود بعد ذلك بالاحتفال بتفجيرِها، بقي المسجد محطما لمدة سنه ونصف حتى تم وضع حجر الاساس لاعادة بناءه بعد ان تكفلت الأمارات العربية المتحدة بأعادة بناءه وتبرعت بمبلغ 50 مليون دولار أمريكي وتم وضع حجر الاساس في يوم 16 كانون الأول/ديسمبر 2018 وبدعم من منظمة اليونسكو ومدة بناء الجامع حوالي خمس سنوات.

## الطراز المعماري
شهدت الموصل نهضة عمرانية واسعة بعد مجيء نور الدين زنكي إلى المدينة، والعماير من العهد الزنكي لها طراز فريد. لم يبق من البناء الأصلي للجامع سوى المنارة والمحراب وبعض الزخارف الجبسية. المحراب جيء به من جامع آخر، وما زال محفوظ في متحف القصر العباسي ببغداد. تأثرت عمارة المآذن في الجزيرة بالمعمار الفارسي (السلجوقي تحديدا) ولكن أخذت طابعًا خاصًا محليًا ويمكن مشاهدة ذلك في المدن القريبة للموصل كأربيل وماردين وسنجار.

### منارة الحدباء

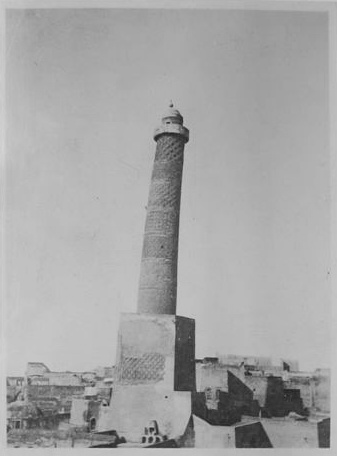
المنارة الحدباء في عام 1918م

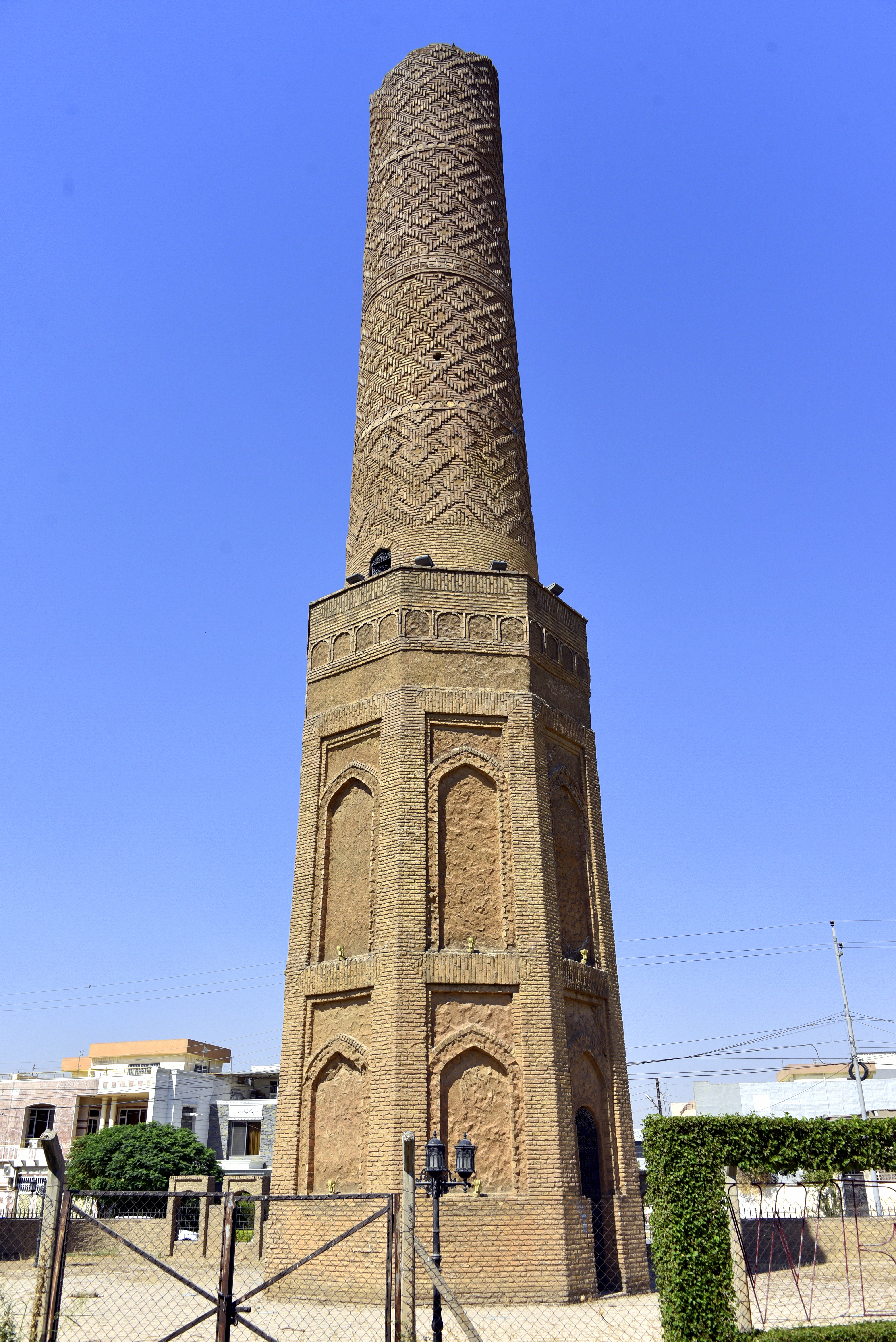
المنارة المظفرية في أربيل. المنارة بنيت بعد الحدباء ويلاحظ تاثيرها في البناء وخاصة في النقوش وتصميم السلالم الداخلية.

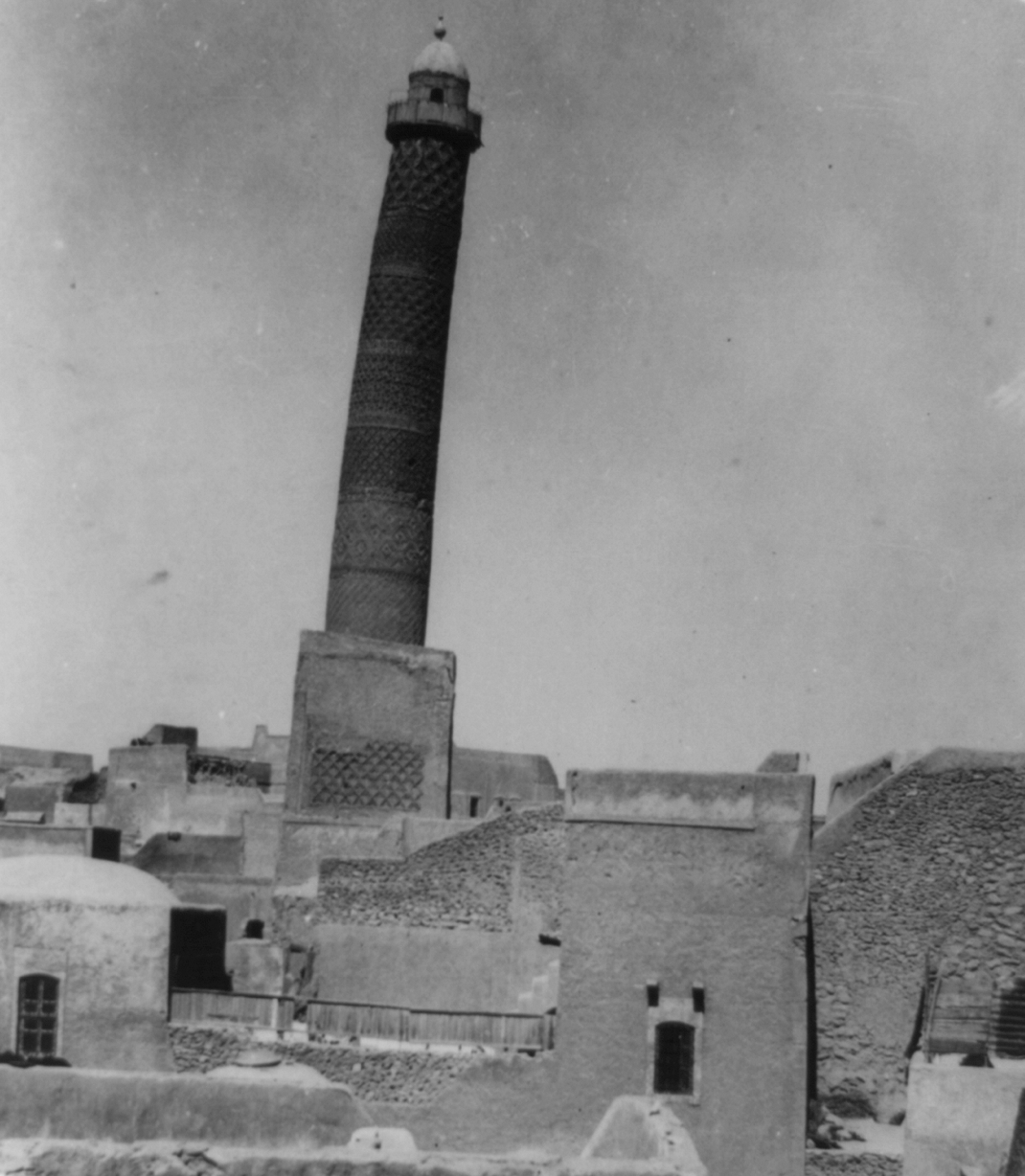
صورة للمنارة عام 1932م.

يشتهر الجامع بمنارته المائلة والتي تسمى غالبًا منارة الحدباء وسابقًا المنارة الطويلة وتعتبر أعلى منارة في العراق. وكلمة الحدباء هي أحد ألقاب الموصل وقيل أن هذا اللقب ياتى من اسم المنارة. صورة المنارة مطبوعة على الدينار العراقي الجديد من فئة عشرة آلاف دينار.
الراجح أن سبب انحنائه نحو الشرق هو الريح السائدة الغربية في الموصل، حيث تؤثر هذه الرياح على الأجر والجص المبنية منه هذه المنارة فأدت إلى ميلانها إلى جهة الشرق. عوامل أخرى هي التغيرات في درجة الحرارة والتفاوت في أسس البناء للمئذنة. تفسير آخر يقول أن إبراهيم الموصلي تعمد هذا الميلان لكي يقلل من الخسائر في حال سقوطها، لأن غرب المنارة كان (وما يزال) هناك بيوتا كثيرة ولكن إذا سقطت نحو الشرق ستقع على صحن الجامع وتقلل الخسائر. المنارة مهددة بالانهيار، ويبدو أن السبب هو المياه الجوفية التي تحيط بها، والتي أدت إلى اهتراء قاعدة المنارة. وقد درجته مؤسسة الصندوق العالمي للآثار والتراث في قائمة الأكثر مئة آثر مهددة في العالم.
وتنتشر في الموصل الكثير من الخرافات حول سبب الانحناء، ومنها أن النبي الخضر مر بالمنارة فمالت خجلا منه، أو أن الإمام عليا جاء لزيارة حفيده علي الأصغر فانحنت احتراما له، ويستدلون باسم منطقة (دوسة علي) المجاورة. خرافة أخرى تقول انه لما أسري بمحمد إلى السماوات السبع، مر بالموصل فانحنت له، وهذا مستحيل حيث بنيت المئذنة بعد وفاة النبي محمد بقرون. وقال النصارى أن المنارة انحنت لمريم العذراء والتي يقال أنها مدفونة قرب أربيل، أي باتجاه ميلان المنارة.
تقع المئذنة في الركن الشمالي الغربي من حرم الجامع ويلاحظ أن بعض مآذن العراق السابقة واللاحقة تقع في ذلك الركن كما في مئذنة المظفرية ومئذنة جامع البصرة التي بنيت في عهد المستنصر بالله على أن وقوع المآذن في أركان المباني انتشر في مناطق أخرى من العالم الإسلامي مثل الرّباط في سوسه ومسجد الحاكم بالقاهرة.
للمنارة قسمين أحدهما اسطواني وآخر منشوري، القسم الاسطواني يعلو القسم المنشوري ويشمل على سبعة أقسام زخرفيه أجريه نافرة على شكل حلقات. ولها مدخلان يصل كل منهما بواسطة درج إلى الأعلى، فجعل المعمار إبراهيم الموصلي سلمين في باطن المنارة كل منهما منفصل عن الآخر، يلتقيان عند منطقة الحصن في الأعلى، فالصاعد إلى الأعلى لا يرى النازل إلى الأسفل، وعمد المعمار على جعل سلمين للمئذنة وكان الهدف الأساسي تخفيف ثقل المئذنة الكبير على القاعدة. وهذا النوع من السلالم انتقل تأثيره إلى منارة سوق الغزل التابعة لجامع الخلفاء، والمئذنة المظفرية في أربيل، ومئذنة خانقاه الأمير قوصون بصحراء السيوطى (736 هـ/ 1336 م).

#### ترميم المنارة

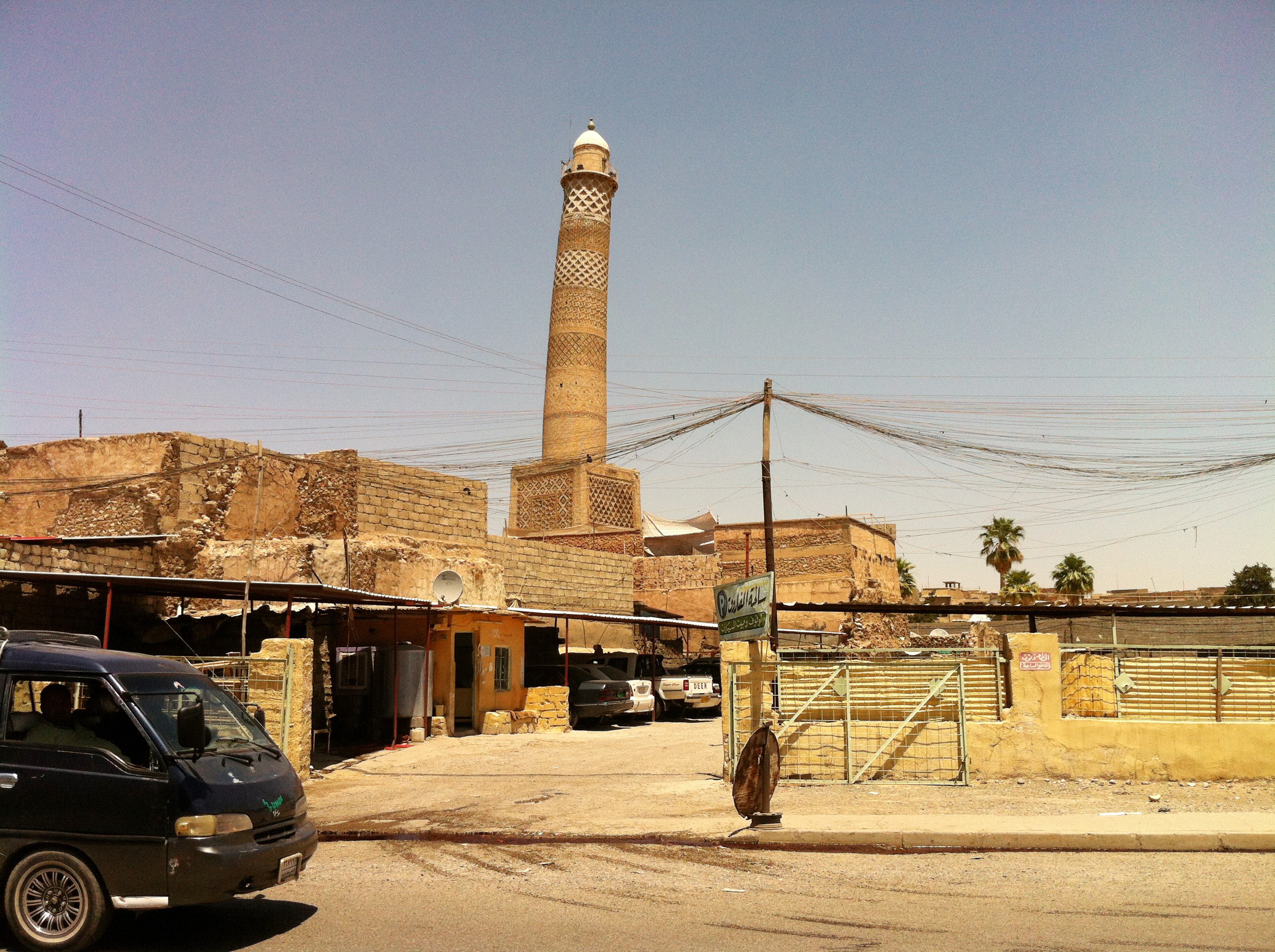
منارة الحدباء في القرن العشرين

أعيد ترميم المنارة في أوائل القرن العشرين على يد عبودي الطنبورجي. كان في بدن المنارة فجوة وكانت المسافة بين حوض المنارة والفجوة حوالى عشرين مترا. جمع الطنبورجي عشرة من خيرة البنائين في الموصل، وصعد على سطوح الأبنية المجاورة ودرس اتجاه الرياح والمناخ. اتضح له أن عملية الترميم يجب أن تتم من الخارج وليس من الداخل، مما يصعب العملية ويزيدها خطرا. جمعوا كل المستلزمات الضرورية وبدأوا يتدربون على عملية دقيقة لرفع الطنبورجي إلى مكان الفجوة، وكان متصرّف الموصل قد كلّف البناء بترميم الفجوة مقابل أي مبلغ يطلبه. وفي اليوم المنتظر اجتمع ممثلين عن الأوقاف وموظفين من الآثار من بغداد وصعد الناس اسطحهم لكي يتابعوا العملية. صعد الطنبورجي بنجاح ومن دون أي اشكالية، إلى أنه توقف عن العمل فجأة وتقلب وجهه واشتد، فساله من في الأسفل إذا أراد النزول ولكنه لم يجب، والا به يضع يده بسرعة داخل الفجوة ويخرج منها حية كانت داخل المنارة، اسقطها ثم قتلها من في الأسفل وتصاعدت هلاهل النساء فرحا. واستمر العمل مدة حوالى ساعة أعاد فيها البنّاء ترميم الفجوة وإكمال النقوش. ولكي يثبت الطنبورجي انه لم يكن يشخى المرتفعات، اكل لفّة الكباب التي اعدها مسبقا وسط الهلاهل والتصفيق. حين عرض عليه الاجر جزاء عمله، قال الطنبورجي «أنا آخذ أجوري من صاحب البيت» ويقصد به الله أي انه لم ياخذ أي اجر مقابل عمله.
في العام 1401 هـ (1981 م) قامت شركة إيطالية بمحاولة لتثبيت المنارة، علماً بأن القصف على الموصل في فترة الحرب العراقية الإيرانية كسّرت بعض أنابيب المياه تحت الأرض وتسببت في تسرب أدت إلى اضعاف بنية المنارة. ازداد احتداب المئذنة منذ تلك الفترة بحوالي 40 سنتيمتر. وفي محاولة أخرى قامت وزارة السياحة والآثار العراقية بمحاولة ترميم المنارة بضخ كميات من الاسمنت المسلح إلى قاعدة المنارة للحفاظ عليها، إلا أن هذه العملية لم تكن أكثر من حل مؤقت، وبالرغم من كل المخاطر النى تهدد المئذنة، فقد قال بهنام أبو الصوف أن احتمالية انهيار المنارة في المستقبل المنظور ما زالت قليلة.

### المصلى
يتألف المبنى من مصلى مستطيل الشكل مساحته 143 متر مربع (قياسه 7،15x20 م)، للمصلى أربعة أساكيب واثنتي عشرة بلاطة، ويقوم سقفه على أعمدة ضخمة موازية لجدار القبلة، وفصل الأسكوب الرابع المطل على الصحن باثنتي عشرة بائكة، يستند سقف هذا الأسكوب على أعمدة أسطوانية. وبناء بيت الصلاة يتكون من قسمين الأمامي يشتمل على بوائك تطل على الصحن والقسم الآخر غير مفتوح للبلاطات ومما يلفت النظر أن تخطيط الجامع لا يحتوي على مجنبة ومؤخرة تطل على الفناء، هذا التخطيط يشبه في بعض نواحيه تخطيط عمارة الأربعين في تكريت والذي يعود إلى الربع الأخير في القرن الخامس الهجري حيث يكتنف مصلاه بعض التشابه وقد يكون المعمارى تاثر بهذا الطراز. أما فيما يتعلق بتخطيط بناء بيت الصلاة والرواق القائم أمام المصلى، فيعتقد أن الظروف المناخية كان لها دور رئيس في إحداث هذا التطور في التخطيط.
عام 1364 هـ (1944 م) جرت بعض التنقيبات للجامع واستنتج ان الجامع كان مزين بتشكيلات زخرفية جصية هندسية ونباتية وكتابات كوفية خاصة جدار القبلة والتي تم نقلها بعد ذلك إلى المتحف العراقي ببغداد.

### المحراب
عدا منارة الحدباء، فإن المحراب هو الجزء الوحيد المتبقي من الجامع الأصلي. تشير المصادر إلى أن المحراب كان سابقا ضمن الجامع الأموي ولكن تم تحويله عند بناء الجامع. للمحراب شريط كتابي مكتوب بخط كوفي نقش على مهاد من الزخارف النباتية، وقوام الزخرفة فيه ثلاثة صفوف شاقولية من عقود صماء غير نافذة، يضم الصف الأوسط منها أربعة عقود متراكبة، ترفعها عدة أعمدة مندمجة. ومما كتب على المحراب الآية من سورة البقرة ﴿وَمِنْ حَيْثُ خَرَجْتَ فَوَلِّ وَجْهَكَ شَطْرَ الْمَسْجِدِ الْحَرَامِ وَإِنَّهُ لَلْحَقُّ مِنْ رَبِّكَ وَمَا اللَّهُ بِغَافِلٍ عَمَّا تَعْمَلُونَ﴾. وعلل البعض على اختيار هذه الآية بأن بردابكي نور الدين خصها لان سياق الآية والآيات السابقة تذكر المسجد الأقصى، والتي كانت تحت الاحتلال الصليبي آنذاك، فاختار هذه الآية لنشر رسالة الجهاد في الموصل. نقل المحراب مع زخارف جبسية وحفظ في متحف القصر العباسي ببغداد.

## إعادة إعمار المئذنة
بعد عمليات التحرير عام 2017، تبرعت دولة الامارات بمبلغ قدره 50 مليون و400 ألف دولار لأعادة إعمار الجامع، ولكن في عام 2018 تم الاتفاق مع اليونسكو بتقسيم المبلغ الى ثلاث مشاريع جامع النوري وكنيسة الساعة وكنيسة الطاهرة، وفي عام 2019م، 19 تشرين الاول بدأ العمل الفعلي لإعادة إعمار الجامع بدعم من دولة الامارات وتنفيذ اليونسكو واشراف الوقف السني ووزارة الثقافةوالسياحة والاثار، حيث مرت العملية بمراحل والمرحلة الاولى هي رفع الانقاض وبعدها تأمين الموقع من المخلفات الحربية وبعدها فرز الانقاض واستخراج الاحجار ما يسمى بالآجر، والطابوق لأستخدامه في البناء وبعدها مرحلة التنقيبات الاثارية ومعها يعمل المهندسون على تصاميم تقوية الاساس، والبدأ في العمل.
المئذنة متكونة من سبع حلقات وكل حلقة تختلف عن الاخرى من حيث النقوش، سيكون أرتفاع المئذنة 50 متر و44 سم، والميلان متر و60 سم، الميلان يختلف عن السابق حيث كان ميلانها مترين و55 سم، تم تقليل الميلان بسبب الحفاظ على عمر المئذنة بأطول وقت ممكن هندسيا، وحسب المعلومات الهندسية ان المئذنة كانت مهددة بالسقوط قبل تفجيرها في ايام التحرير بسبب تزايد ميلانها. سيكون اكمال إعادة إعمار المئذنة بالكامل مع نهاية عام 2024.
الشركات العاملة في إعادة الاعمار:
- شركة شمس الهمام عملت في إعادة اعمار الجامع
- شركة القبس
- شركة رحاب نينوى

## صور إعادة إعماره

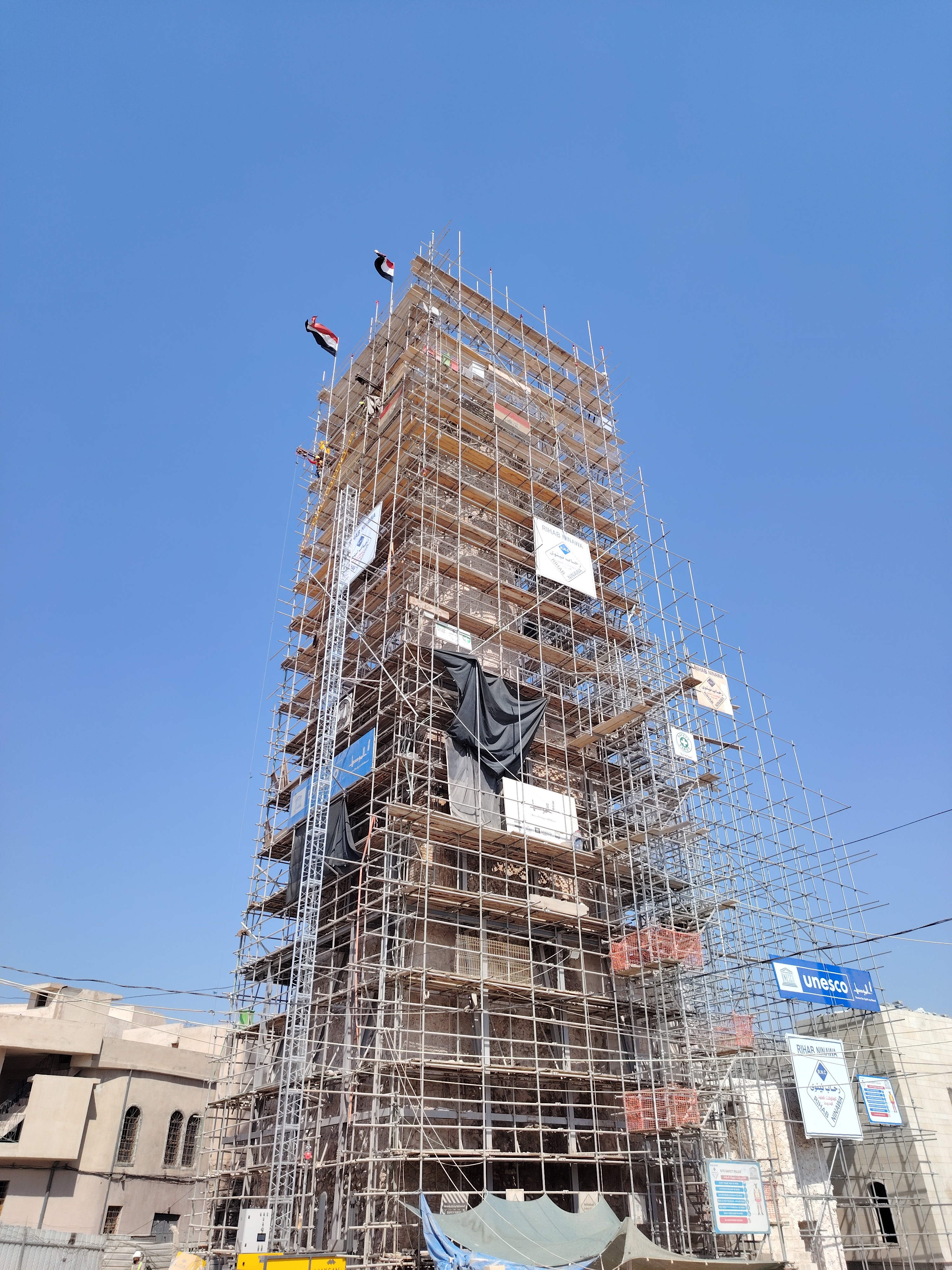
مئذنة الحدباء من الخارج وهي في مراحل إعادة إعمارها
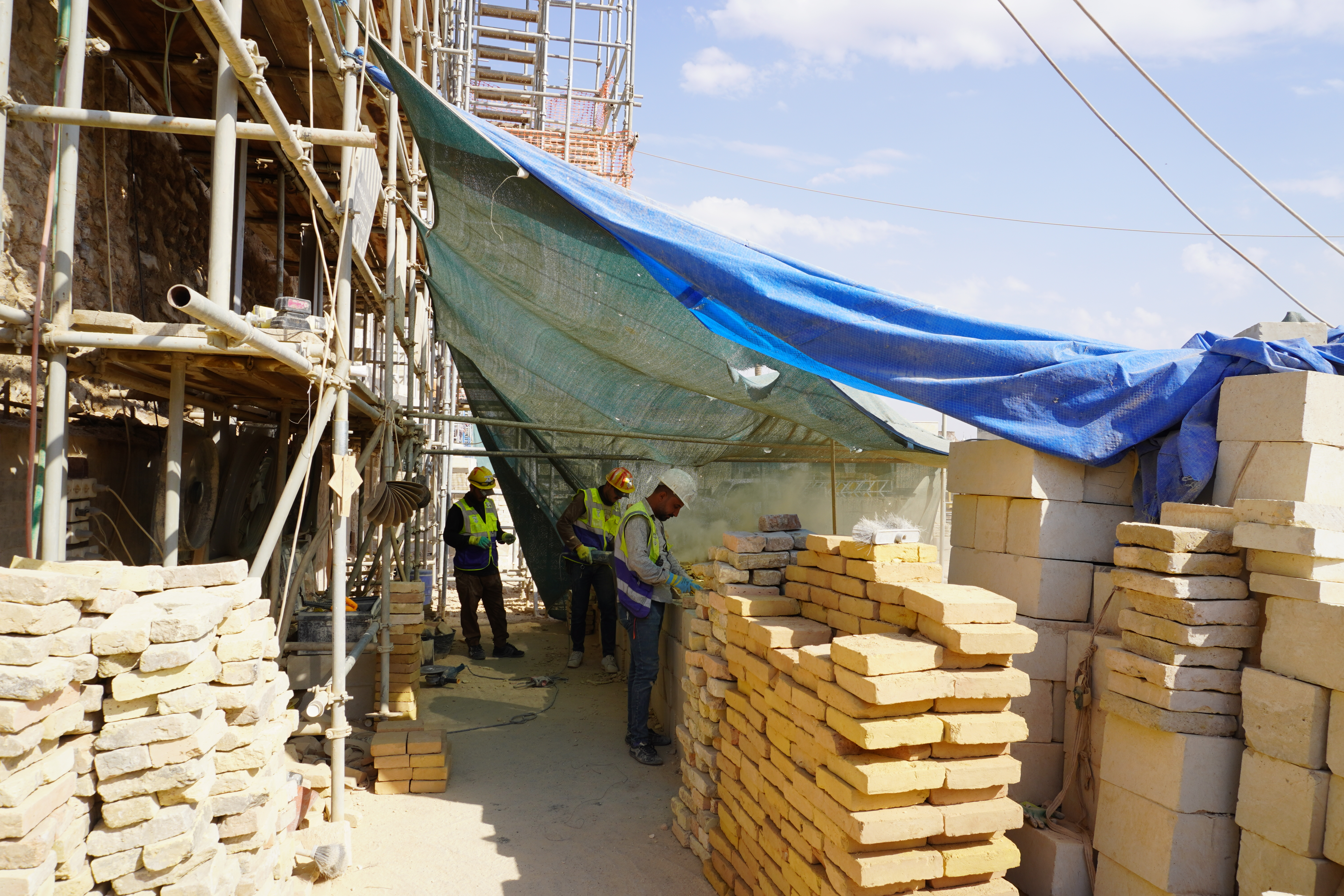
الاحجار الاثارية لجامع النوري الكبير لإعادة استخدامها في في إعمار مئذنة الحدباء
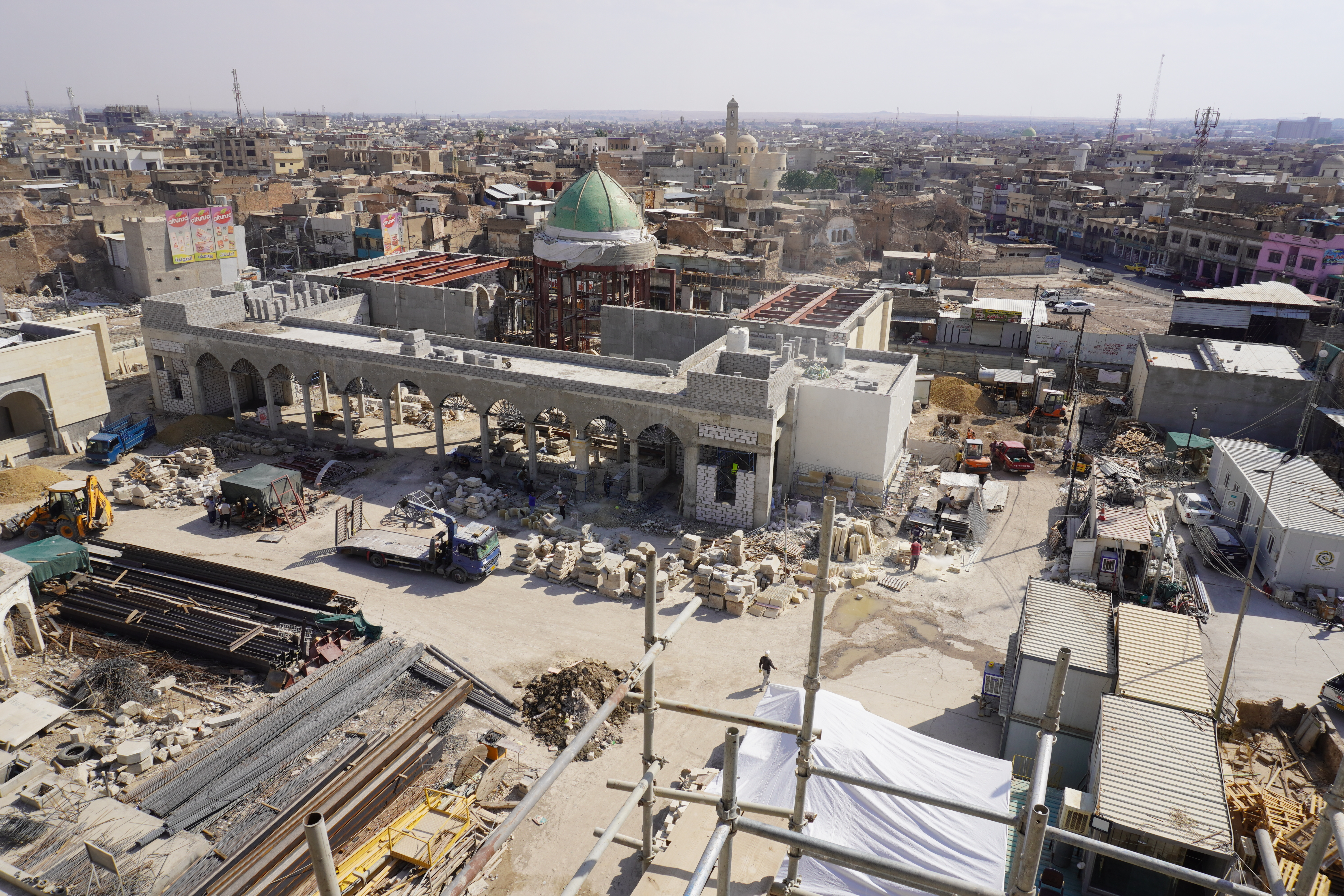
جامع النوري الكبير في الموصل،من مراحل إعادة إعماره
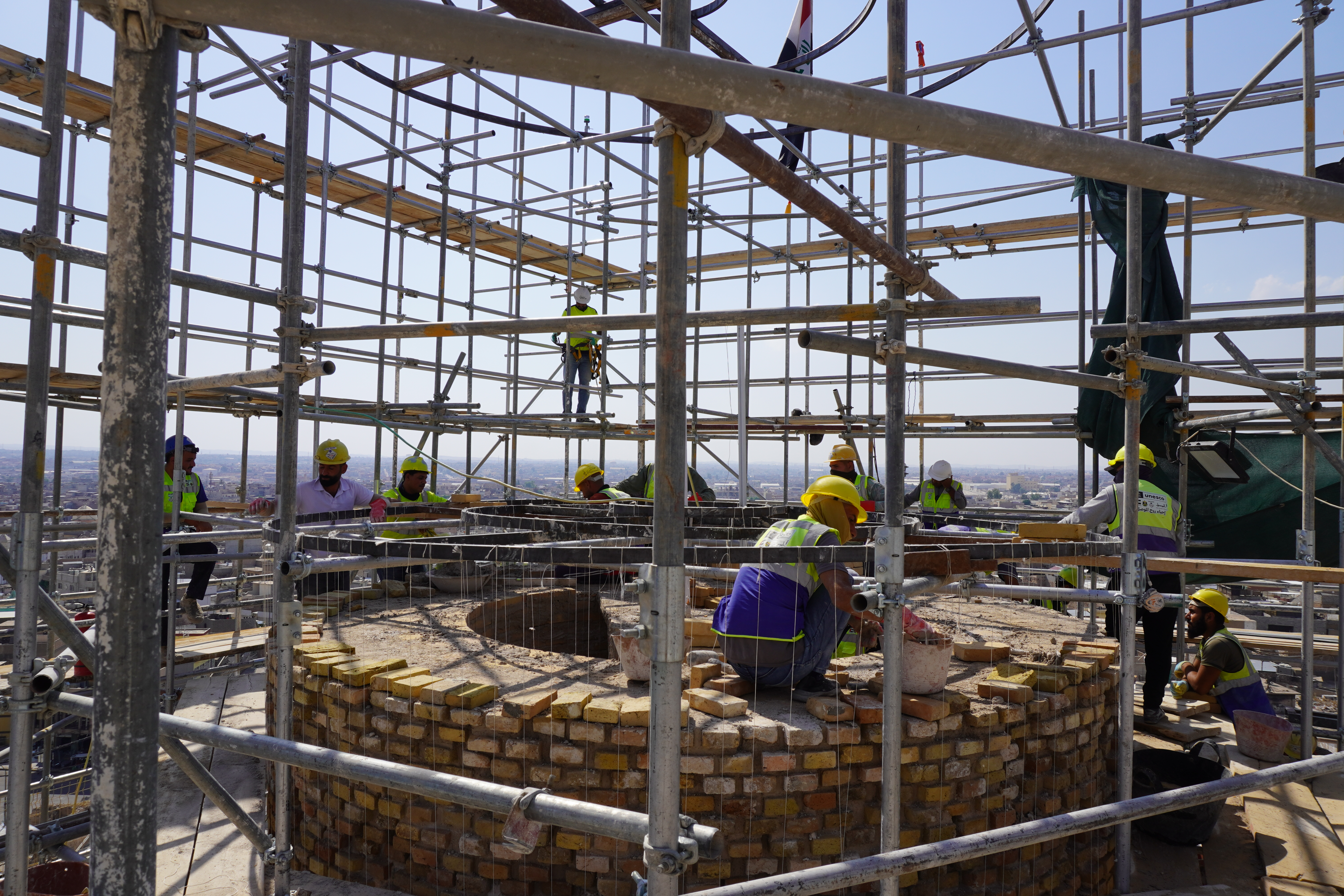
في الصورة توضح وصول العمل الى الحلقة الخامسة من مئذنة الحدباء (منارة الحدباء)
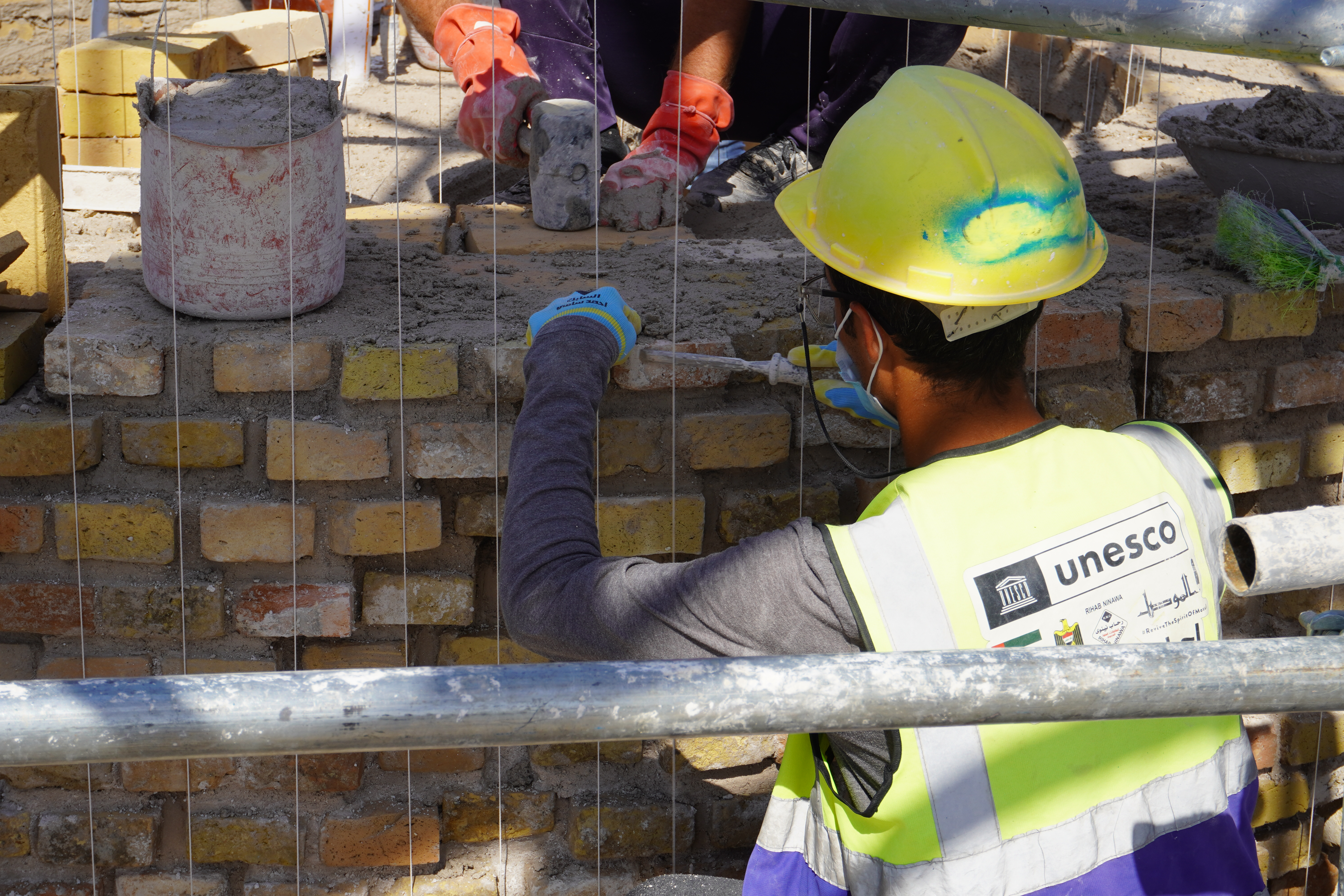
في الصورة توضح وصول العمل الى الحلقة الخامسة من مئذنة الحدباء (منارة الحدباء)
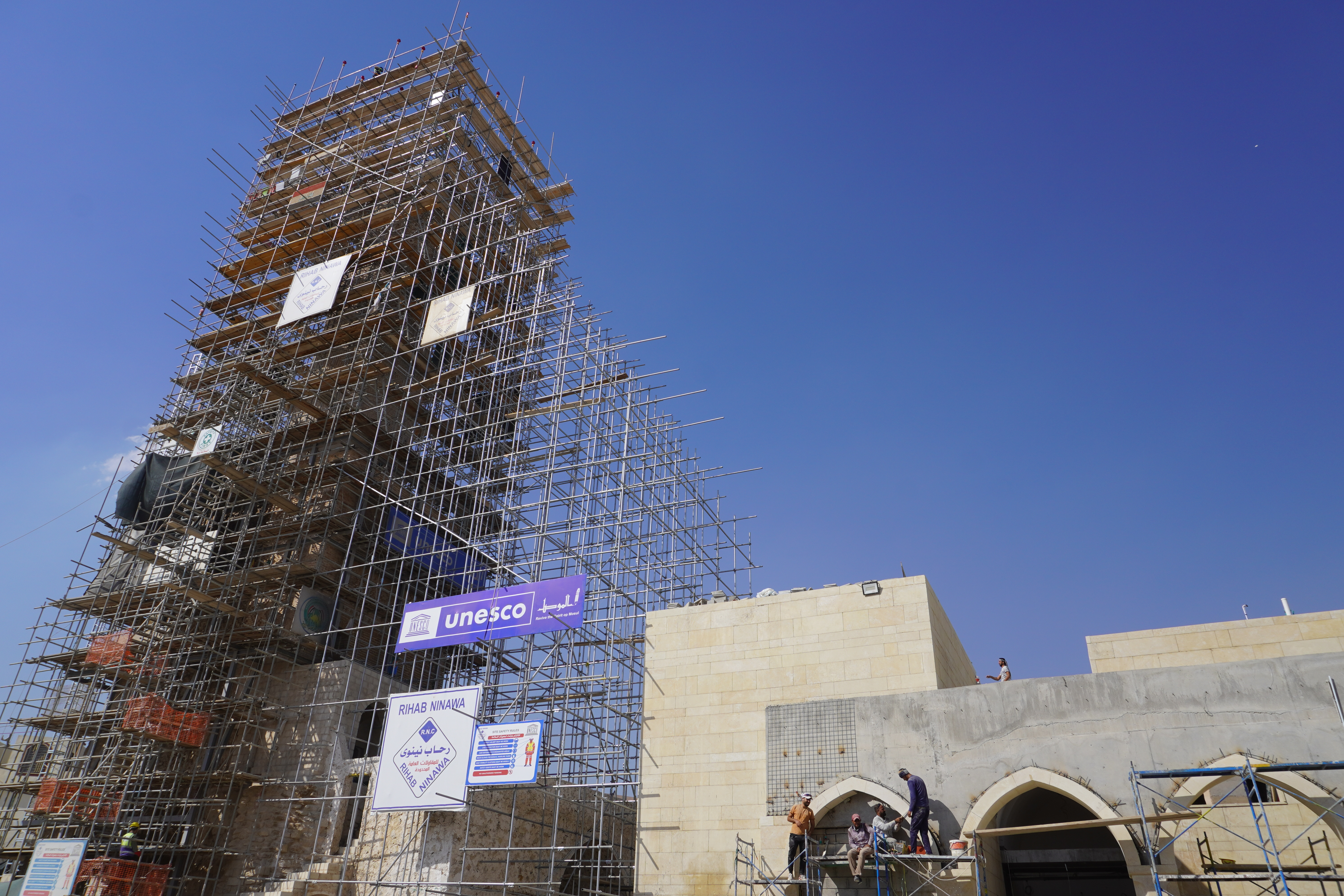
مئذنة الحدباء (منارة الحدباء) في الموصل، من الخارج وهي في مراحل إعادة إعمارها
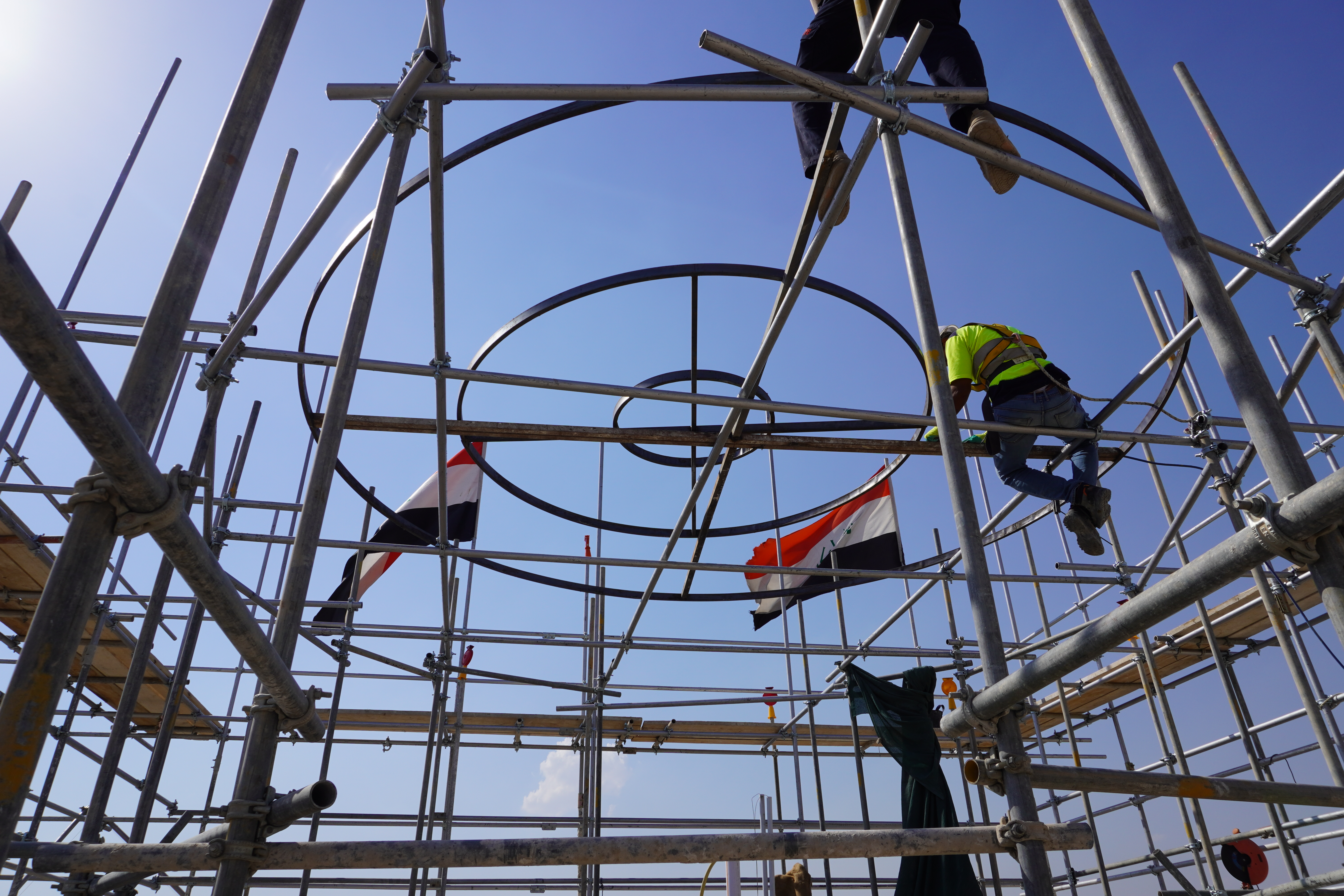
مئذنة الحدباء (منارة الحدباء) في الموصل، طريقة قياس القطر وهي في مراحل إعادة إعمارها
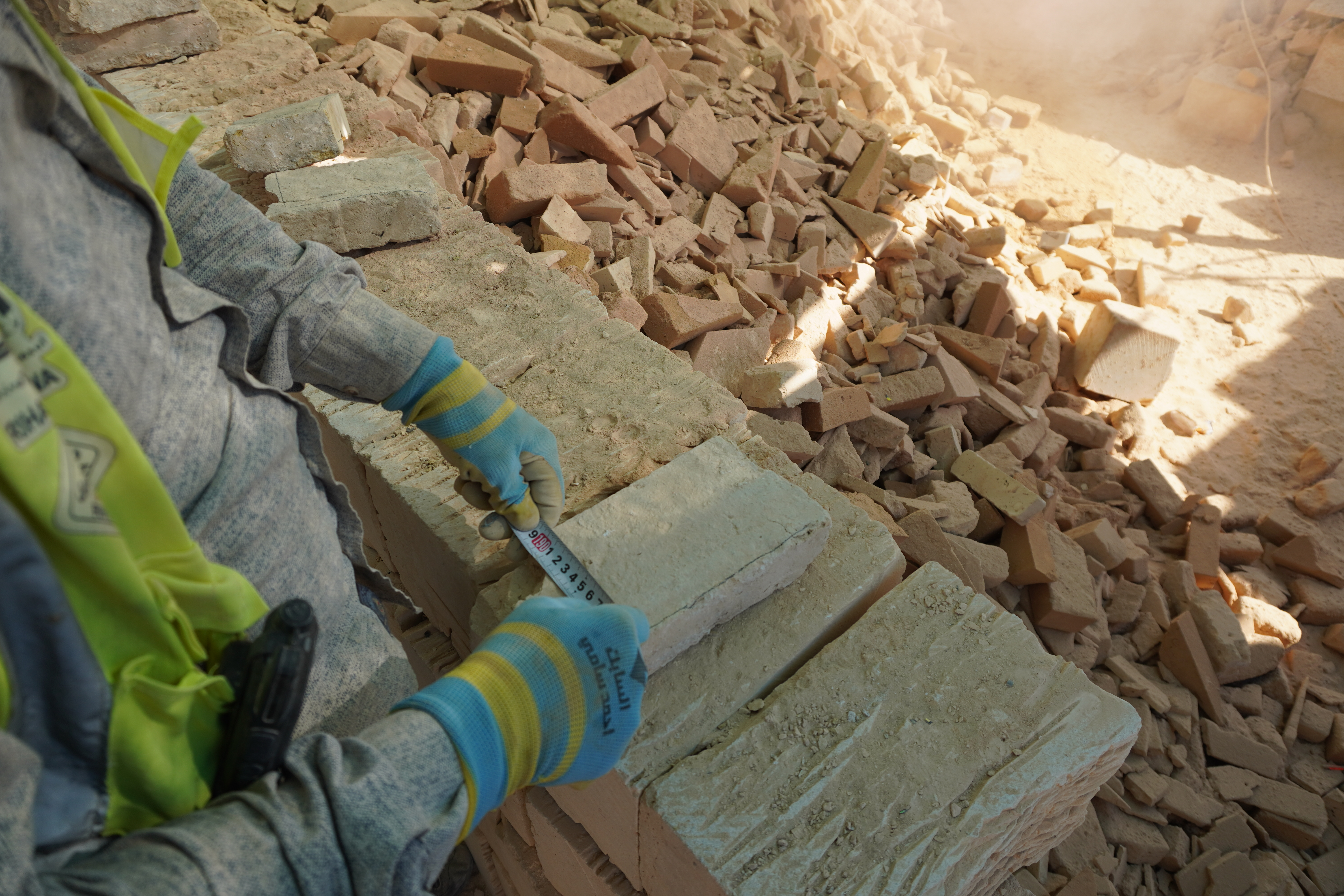
إعادة تنظيف الاحجار الاثارية لمئذنة الحدباء واستخدامها في مراحل إعادة إعمارها
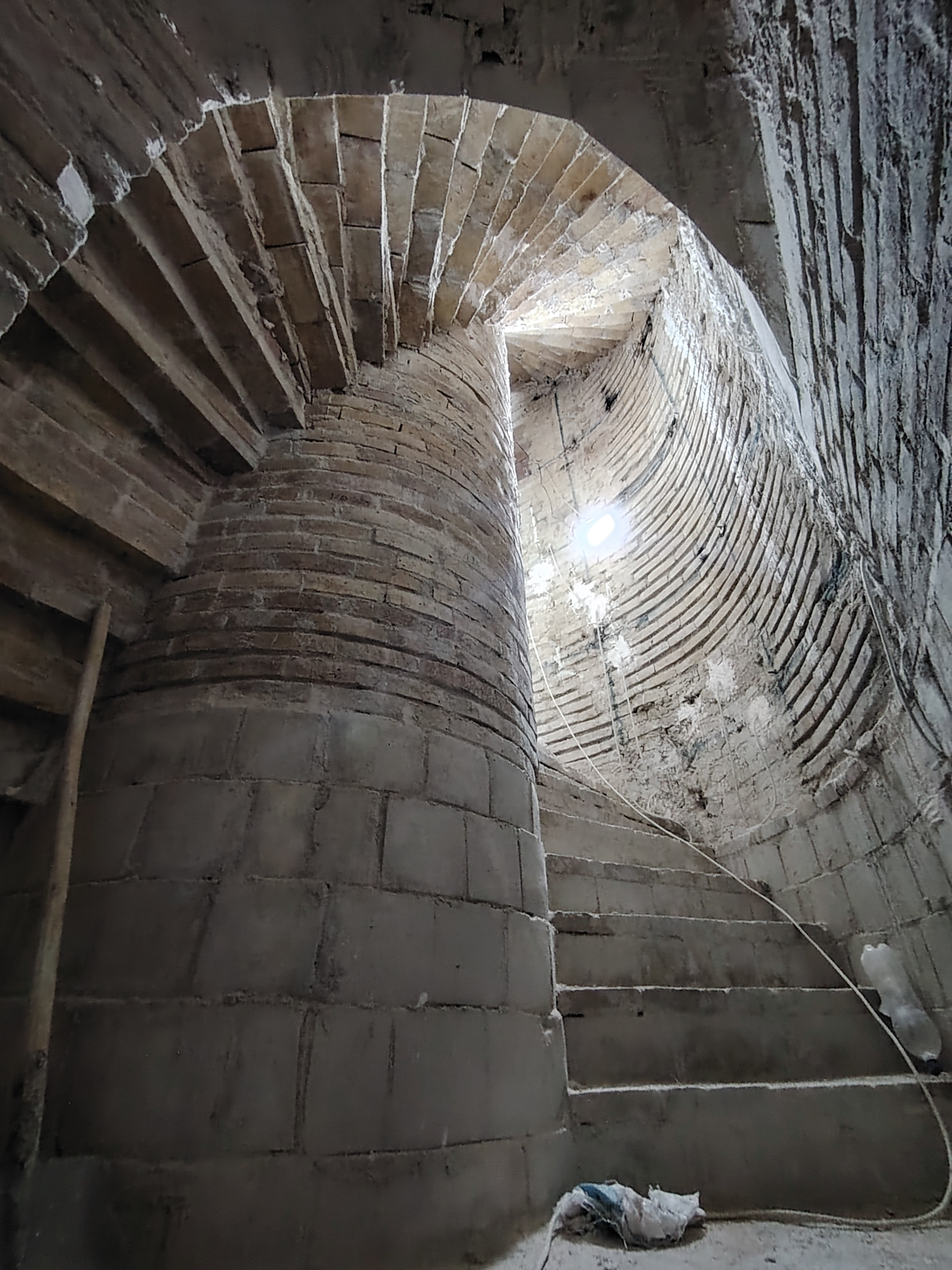
مئذنة الحدباء(منارة الحدباء) في الموصل وهي من الداخل، الصعود الى أعلى المئذنة
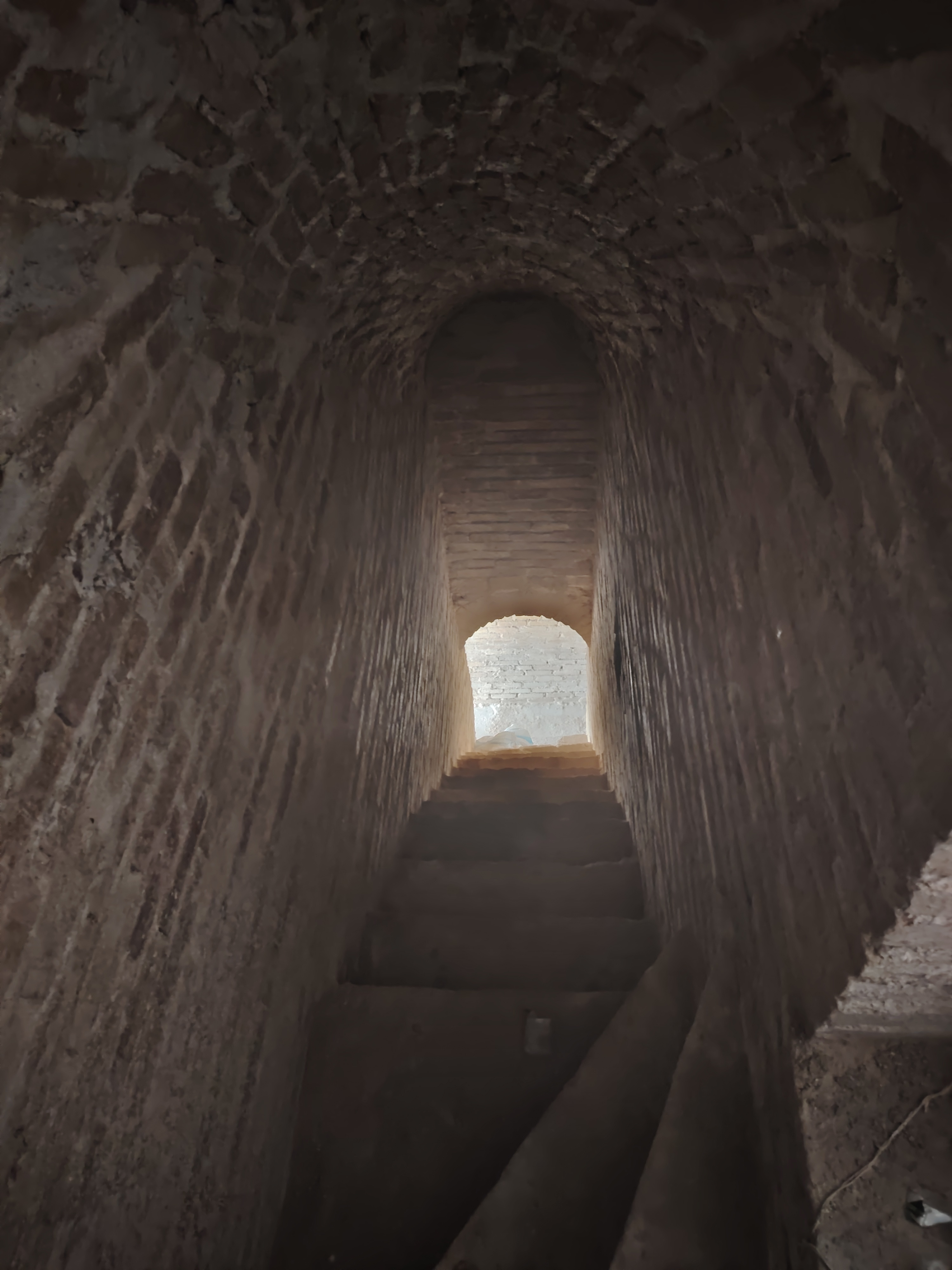
مئذنة الحدباء(منارة الحدباء) في الموصل وهي من الداخل، توضح بوابة الدخول للمئذنة
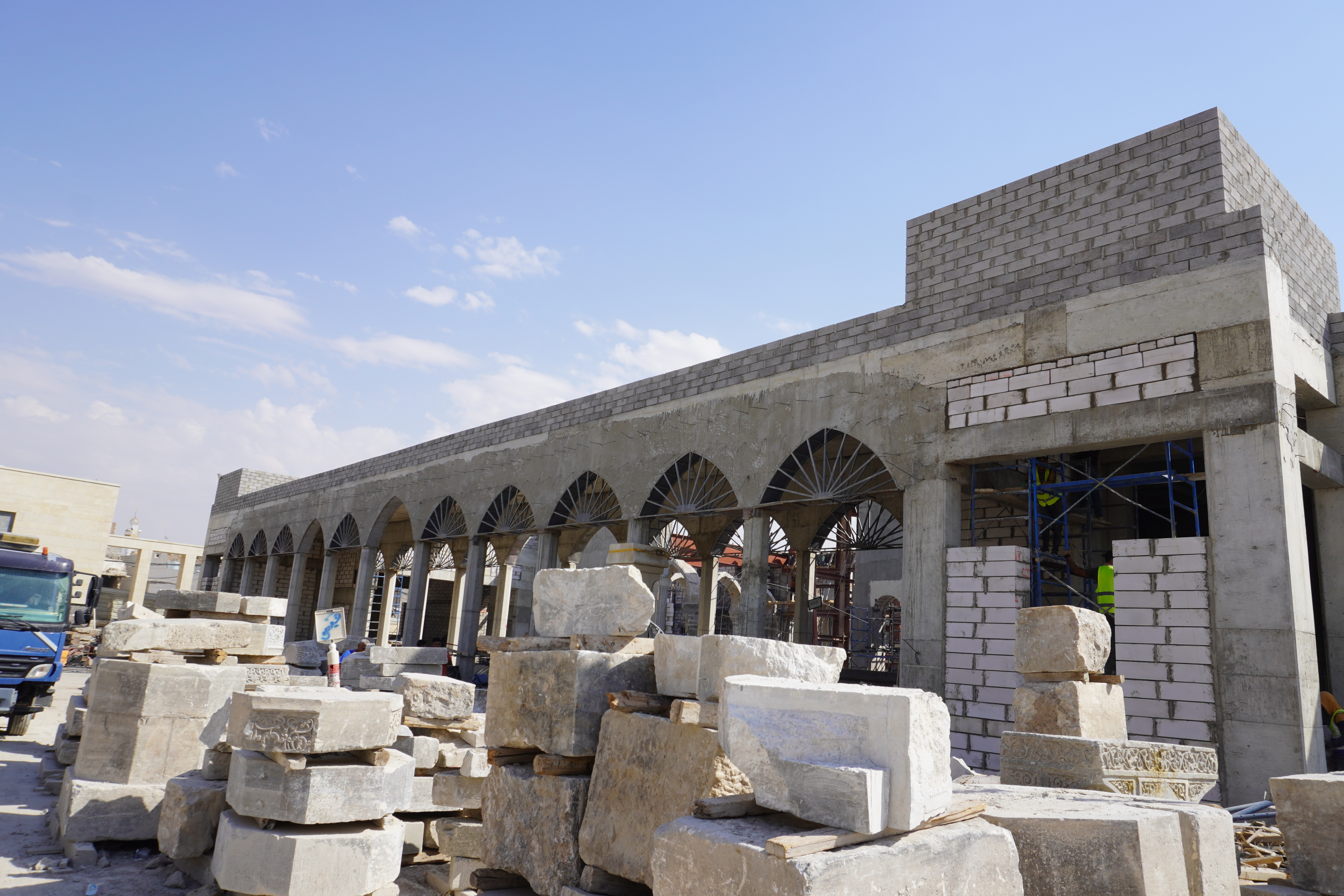
حجر المرمر الاثري وإعادة استخدامه في إعمار الجامع
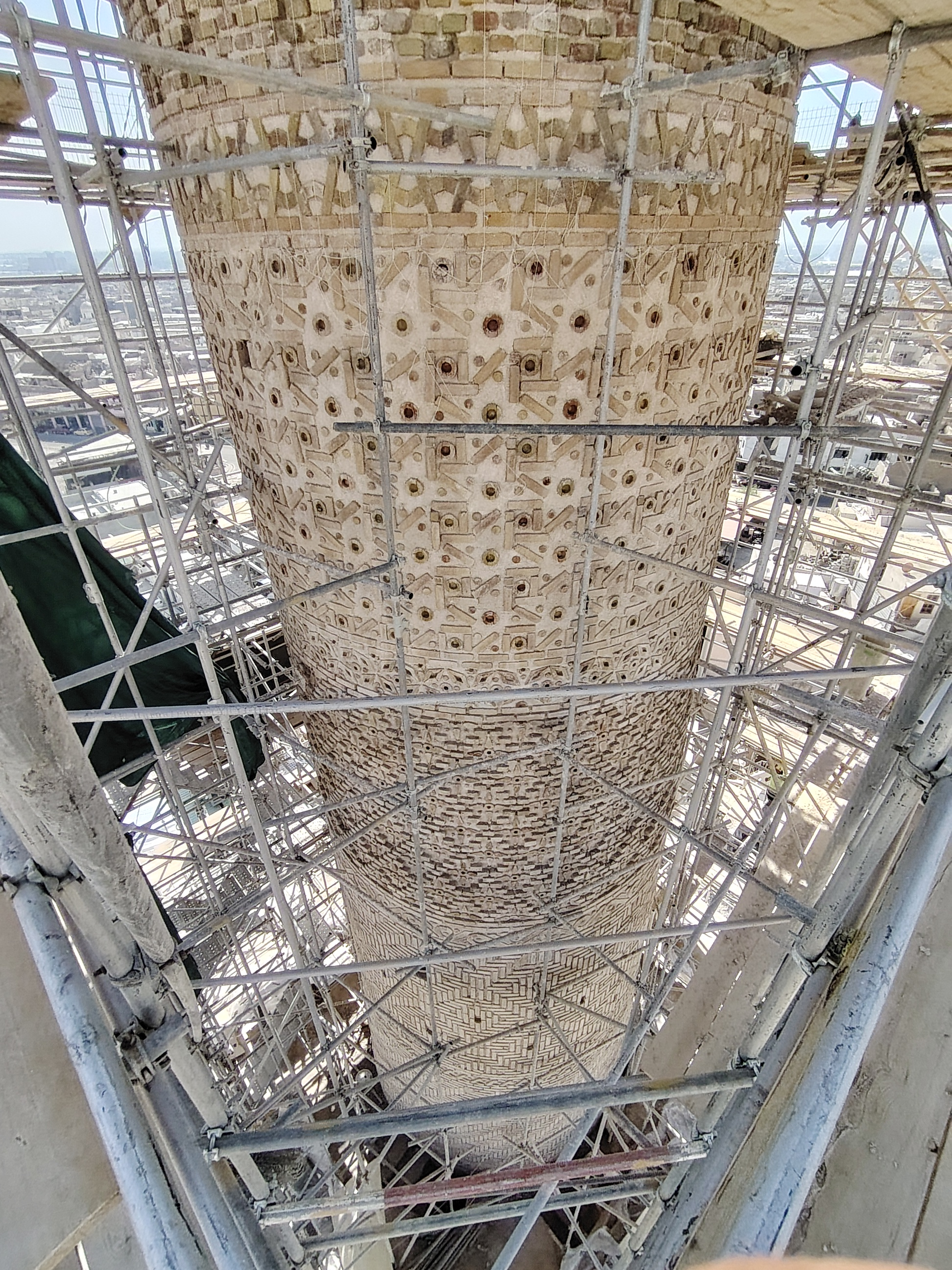
مئذنة الحدباء (منارة الحدباء) من الاعلى وهي في مرحلة اعمار الحلقة الخامسة
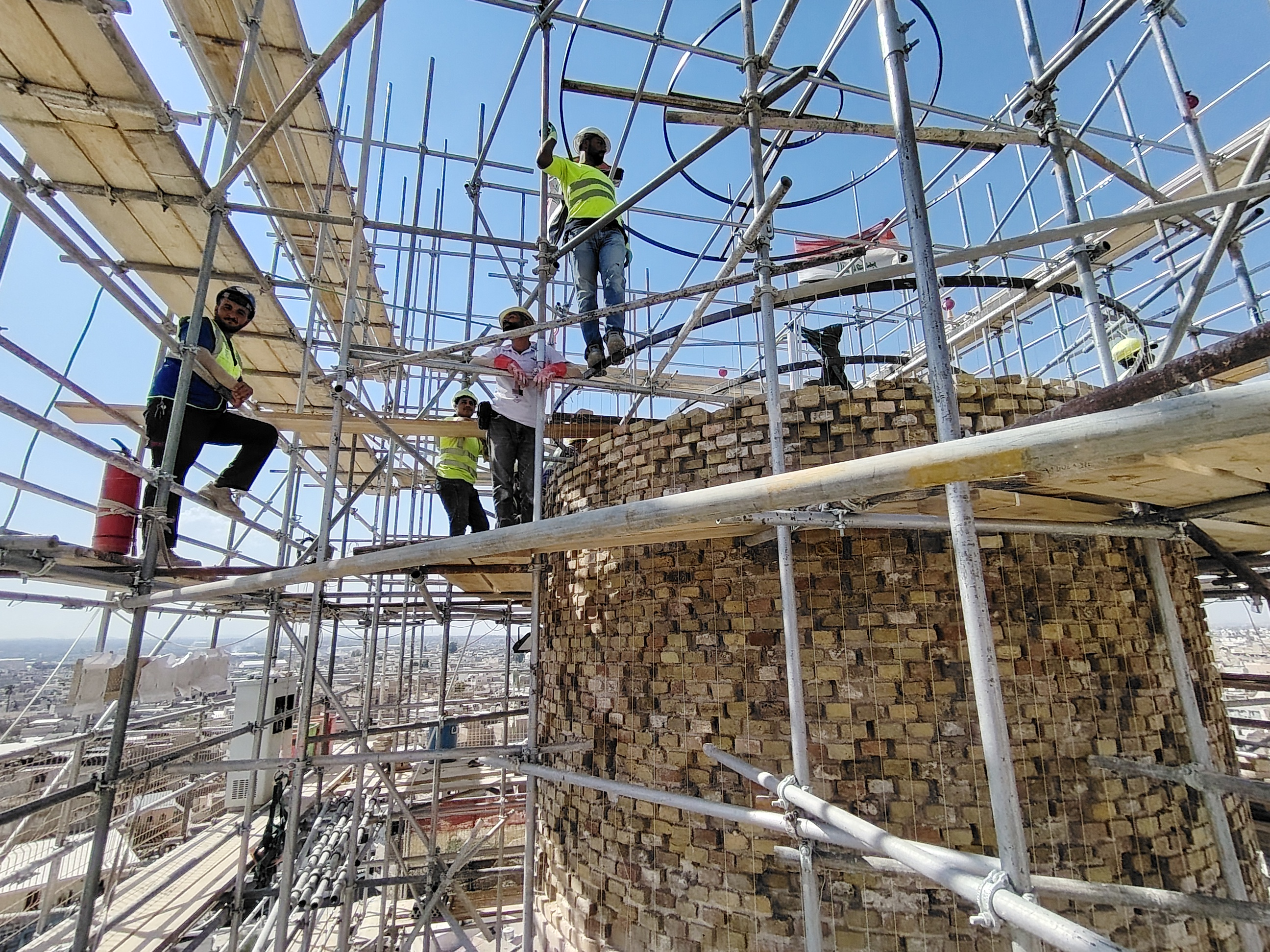
مئذنة الحدباء (منارة الحدباء) من الاعلى وهي في مراحل التقدم في الاعمار

## هوامش
1. ↑  يُعرف أيضاً بالعهد الأتابكي. وقد يُعتبر أيضاً العهد العباسي، حيث كان المستضيء بأمر الله الخليفة في تلك الفترة. ولكن كان منصب الخليفة حينذاك رمزياً إلى حد كبير.
2. ↑  يسمى اليوم مسجد شالجي.
3. ↑  قال سبط بن الجوزي: «وإنما سمي الملاء لأنه كان يملأ تنانير الآجر ويأخذ الأجرة فيتقوت بها، ولا يملك من الدنيا شيئاً.»
4. ↑  وتحديدًا من كتاب «الكامل في التاريخ» وكتاب «التاريخ الباهر في الدولة الأتابكية بالموصل».
5. ↑  الراي السائد بين المؤرخين هو أنه التسمية جاءت من احدداب دجلة بالقرب من الموصل. انظر ألقاب مدينة الموصل.
6. ↑  عبودي الطنبورجي هو بناء نصراني موصلي. بنى عدة ابنية في الموصل منها عمارة توما جردق في شارع غازي بمنطقة الميدان.
7. ↑  هناك رواية أخرى للقصة تختلف قليلا. راجع «ثلاث قصص تراثية حول منارة الحدباء» أ.د عادل البكري - مجلة موصليات - العدد 33 ربيع الثاني 1323هـ / آذار 2011م ص16-19. نسخة إلكترونية. نسخة محفوظة 10 يناير 2020 على موقع واي باك مشين.